# Dasyhesma galbina
Dasyhesma galbina är en biart som beskrevs av Exley 2004. Dasyhesma galbina ingår i släktet Dasyhesma och familjen korttungebin. Inga underarter finns listade i Catalogue of Life.

## Bildgalleri

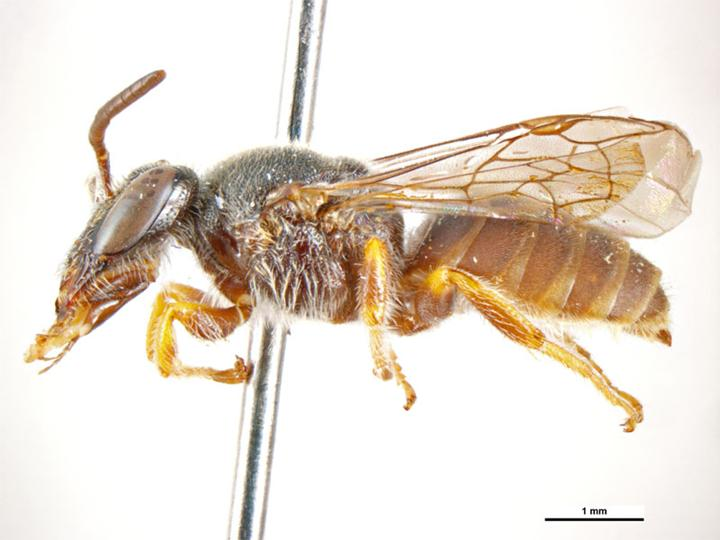